# 半接着斑
半接着斑（はんせっちゃくはん、ヘミデスモソーム、ヘミデスモゾーム、英: hemidesmosome(HD)）は、上皮細胞が細胞外マトリックス（基質）の1つ基底膜に接着する接着装置の1種で、細胞結合の大枠の中の1つの接着装置に分類される。図1に典型例として、表皮の基底層（基底細胞層）(stratum basale,basal layer)にある基底細胞が基底膜に接着する装置を示す。皮膚だけでなく管空臓器の小腸、気管など身体のあちこちの上皮組織にある。
半接着斑は、接着斑（デスモソーム）（desmosome）の半分のような形をしている。それで、英語では、「desmosome」に「hemi」（「半分の」という意味）の接頭語をつけ「hemidesmosome」と命名された。日本語も英語に順じ、「半」接着斑である。なお、「desmosome」は、ギリシャ語の「desmo」（「結合、固く締めること」の意）と「soma」（「体、身体」の意）に由来している。

## 用語の注意
日本語としては、半接着斑よりヘミデスモソームという呼称の方が圧倒的に多用されている。半接着斑で通じない場合、ヘミデスモソーム（ヘミデスモゾーム）と言い（書き）換えることをお勧めする。

## 位置付け

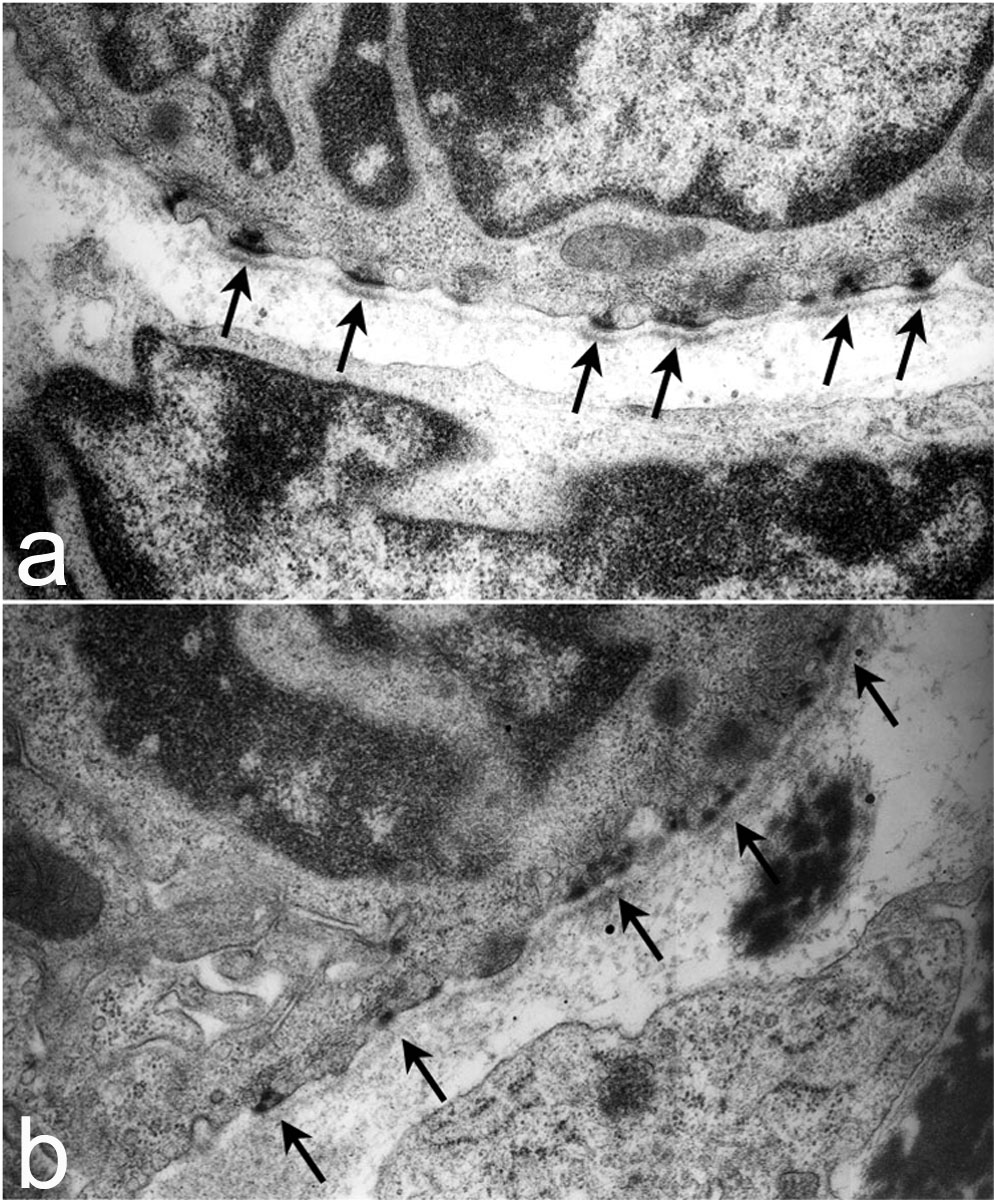
図2．半接着斑（ヘミデスモソーム）の微細構造をマウス気管組織切片の電子顕微鏡像で示す。半接着斑の微細構造を示す。矢印群の矢じり方向が1つの細胞の一部分で、矢印群がある部分が細胞外マトリックス部分である。1つの矢印が1つの半接着斑（電子密度が高い＝黒い）を示している。 (a)正常組織。半接着斑が整然と並んでいる。(b)ラミニンγ2鎖の遺伝子・LAMC2欠損マウスでは、正常に比べ半接着斑部分の細胞内の黒さが減り、また、細胞外マトリックス部分の黒い部分が消えている。

多細胞生物の細胞接着の大枠は、細胞結合(anchoring junction)である。その大枠の下に固定結合、連絡結合、閉鎖結合の3種類の中枠がある。中枠の1つである固定結合の下に、ここで述べる半接着斑（ヘミデスモソーム）と、接着結合、接着斑（デスモソーム）の3小枠がある。
3小枠の違いは、接着相手の違いと接着装置を支える細胞骨格の違いである。接着結合は細胞骨格がアクチンフィラメントである。「接着斑」と「半接着斑」は細胞骨格が中間径フィラメントである。「接着斑」は「細胞-細胞接着」の接着装置で、「半接着斑」は「細胞-基質接着」の接着装置である。

## 構造

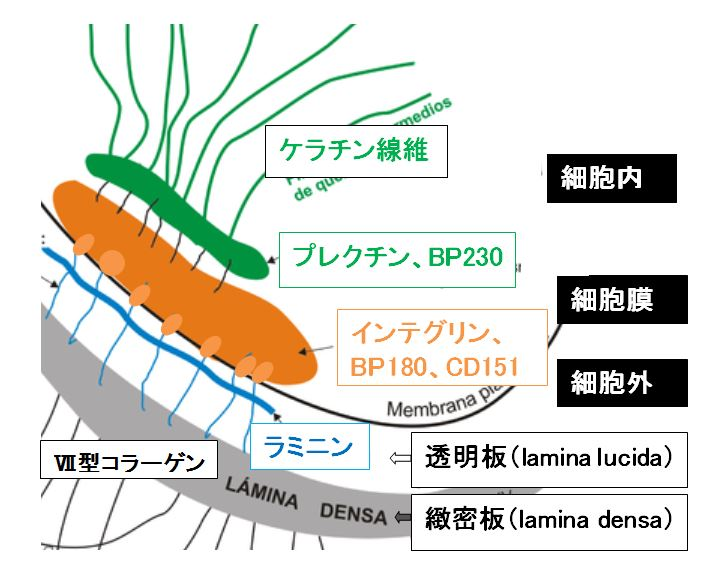
図3．半接着斑の構造模型と構成タンパク質

細胞が細胞外マトリックスである基底膜に接着する時、ミクロに見ると、1つの細胞の細胞膜が全面で基底膜に接着しているわけではない。木の板をクギで打ちつけるように、適当な間隔をあけて接着している（図2）。平面的に見れば、斑点状に接着している。その接着装置が半接着斑（ヘミデスモソーム）である。
図3に、1つの半接着斑（ヘミデスモソーム）の模型を、関与するタンパク質を中心に描いた。他の模型では、1種類のタンパク質を1つしか描いていないことが多いが、実際は、ここに示すように、半接着斑部位に多数集合し、多数集合することで、細胞は強い結合力を得、基底膜に接着する。電子顕微鏡像で黒く見えるのは、大雑把には、タンパク質が多数集合し密度が高いことを示している。
半接着斑の細胞内の細胞骨格は中間径フィラメントのケラチン線維である。
半接着斑の細胞膜裏打ちタンパク質のプレクチン（plectin）とBP230（BPAG1e）が細胞内のケラチン線維と膜貫通タンパク質（transmembrane protein）であるインテグリン（integrin）α6β4、BP180、CD151などに結合し、接着構造を細胞の内側から支える。
膜貫通タンパク質（transmembrane protein）の細胞外の部分が、細胞外マトリックスタンパク質の細胞接着分子であるラミニン（laminin）332に結合する。ラミニン332はVII型コラーゲンと共に基底膜を構成する。

## 構成分子
「半接着斑」は「細胞-基質接着」の接着装置なので、当然ながら、異親性結合（ヘテロフィリック結合、heterophilic adhesion）である。
構成タンパク質の詳細は各項目を、全体像は「細胞接着分子」の項目も参照されたい。以下の構成タンパク質の存在部位は図3と対応されたい。
- 細胞接着分子
  - ラミニン（laminin）332：細胞外マトリックスタンパク質
  - インテグリン（integrin）α6β4：膜貫通タンパク質（transmembrane protein）
  - BP180：膜貫通タンパク質（transmembrane protein）
  - CD151（テトラスパニン、tetraspanin）：膜貫通タンパク質（transmembrane protein）
- 細胞膜裏打ちタンパク質：接着構造を細胞の内側から支える。細胞内に接着のシグナル伝達もする。
  - プレクチン（plectin）:インテグリンの細胞内部分とケラチンの仲介をする。
  - BP230（BPAG1e）
- 中間径フィラメント
  - ケラチン（keratin）線維（filaments）

## 疾患
半接着斑は上皮細胞が基底膜に「細胞-基質接着」する接着装置である。半接着斑が異常になれば、上皮細胞が組織からはがれてしまう。また、皮膚の細胞は基底膜に「細胞-基質接着」している基底細胞だけが増殖する。半接着斑が異常になれば、基底細胞の増殖は異常になる。
皮膚病以外もあるが、半接着斑の異常を皮膚病を中心に表1にまとめた。自分の身体の成分に対して抗体ができる自己抗体病と遺伝子の変異が原因の遺伝病を示す。疾患の詳細は各項目を参照されたい。
| タンパク質                            | 自己抗体病                                    | 遺伝病     |
| ------------------------------------- | --------------------------------------------- | ---------- |
| VII型 コラーゲン（Type VII collagen） | EBA、水疱性SLE                                | DEB        |
| ラミニン（laminin）332                | CP                                            | JEB、GABEB |
| インテグリン（integrin）α6            | 未報告                                        | JEB-PA     |
| インテグリン（integrin）β4            | CP(?)                                         | JEB-PA     |
| BP180（BPAG2）                        | BP、CP、Gestational pemphigoid                | GABEB      |
| CD151（テトラスパニン、tetraspanin    | ?                                             | ?          |
| プレクチン                            | 類天疱瘡様疾患（Pemphigoid-like disease）(?)  | EBS-MD     |
| BP230（BPAG1e）                       | BP、類天疱瘡様疾患（Pemphigoid-like disease） | 未報告     |
| ケラチン（keratin）-5,-14             | 未報告                                        | EBS        |

略語一覧：BP, 水疱性類天疱瘡（Bullous pemphigoid）; CP, 瘢痕性類天疱瘡（Cicatricial pemphigoid）; DEB, 栄養障害性表皮水疱症（dystrophic epidermolysis bullosa）; EBS, 単純型表皮水疱症（epidermolysis bullosa simplex）; GABEB, 一般萎縮性良性表皮水疱症（generalized atrophic benign epidermolysis bullosa）; JEB, 接合部型表皮水疱症（junctional epidermolysis bullosa）; LABD, 線形IgA水疱症（linear IgA bullous dermatosis）; MD, 筋ジストロフィー（muscular dystrophy）; PA, 幽門閉鎖（pyloric atresia）; SLE, 全身性エリテマトーデス（systemic lupus erythematosus）。